# Exoules dike
Exoules dike (Oudgrieks: ἐξούλης δίκη, exoúlēs díkē; "uitzettingsrechtszaak", "onteigeningsrechtszaak") was een soort van rechtszaak in het Oud-Grieks recht.
Het was een aanklacht, gericht tegen hen die een ander van het bezit van een zaak had beroofd, of iemand in het bezit gestoord, of door werkelijk of verondersteld geweld (ἐξαγωγή, exagōgḗ) had verhinderd een zaak in bezit te nemen, waarop deze rechtmatige aanspraak meende te hebben.
Wanneer aan iemand bij rechterlijke uitspraak het eigendomsrecht was toegekend op een stuk vastgoed dat in het bezit van een ander was, en deze evenwel in het bezit bleef, dan stelde de wettige eigenaar eerste een díkē enoikíou (δίκη ἐνοικίου; zo het goed een huis was) in of een díkē karpoũ (δίκη καρποῦ). Als dit niet hielp, werd een díkē ousías (δίκη οὐσίας; “rechtszaak van bezit”) ingesteld, waardoor hij het ganse vermogen van de verliezende partij aansprak. Hielp ook dit nog niet, dan volgde ten slotte de díkē exoúlēs (δίκη ἐξούλης). Werd de aangeklaagde veroordeeld, dan moest hij de staat een boete betalen, gelijk aan dat wat hij de aanklager schuldig was. En als hij dan nog niet betaald, werd hij als zodanig terstond als átimos (ἄτιμος; “eerloos”) bestempeld.